# Phapitreron
Phapitreron es un género de aves columbiformes de la familia Columbidae endémicas de las Filipinas.

## Especies
Se reconocen las siguientes especies:
- Phapitreron amethystinus – vinago pardo amatista.
- Phapitreron cinereiceps – vinago pardo de Tawitawi.
- Phapitreron (cinereiceps) brunneiceps – vinago pardo de Mindanao.
- Phapitreron leucotis – vinago pardo común.